# Isildur
Isildur J. R. R. Tolkien A Gyűrűk Ura és A szilmarilok című műveinek egyik szereplője, númenori dúnadán, Elendil idősebbik fia, Gondor királya.

## Élete
Númenorban született és nevelkedett. Númenor bukása után apjával, fivérével és a maroknyi megmaradt tündebaráttal együtt az őseik által alapított Pelargir kikötőjébe hajóztak. Fivérével, Anárionnal itt, az Ered Nimraistól (Fehér-hegység) délre alapították meg Gondor királyságát. Apjuk, Elendil Arnor uralkodója lett, míg a két fivér társuralkodóként kormányozta Gondort. Udvara Minas Ithilben (a későbbi Minas Morgul) volt, míg Anárion Minas Anorban (később Minas Tirith) székelt, ám Gondort Osgiliathból, a birodalom fővárosából kormányozták. Minas Ithilt a Másodkor 3429. évében hagyta el, amikor Szauron megtámadta a várost. Isildur északra, Arnorba menekült, Osgiliath és Minas Anor védelmét Anárionra hagyta. Az Utolsó Szövetség seregével tért vissza Gondorba. 
3441-ben apja mellett állt a Szauron ellen vívott utolsó csatában, amikor az elesett, neki azonban sikerült apja kardjának, a Narsilnak csonkjával levágnia Szauron ujjáról az Egy Gyűrűt, amelybe Szauron hatalmának alapjait öntötte. Szauron bukásával a Szövetség diadalmaskodott. A Gyűrűt Isildur megtartotta magának, fizetségként apja és testvére haláláért.
Isildur Szauron veresége után két éven át uralkodott Gondorban. Minas Anorban elültette a Fehér Fa sarját, ifjú unokaöccsét, Meneldilt bevezette az uralkodás rejtelmeibe. Ezután északra utazott, de útközben, Nősziromföldön egy ork csapat támadt kíséretére. A csapat legtöbb tagját (köztük Isildur három fiát) lemészárolták, Isildurnak azonban sikerült elmenekülnie. Az Anduinban úszva azonban a Gyűrű lecsúszott Isildur ujjáról, az orkok pedig lelőtték. A rajtaütésből csak Isildur fegyverhordozója tért vissza Völgyzugolyba, elvive Isildur utolsó fiának, Valandilnak a Narsil darabjait. A kardot csak évezredekkel később, a Gyűrűháború idején kovácsolták újra Isildur örököse, Aragorn számára.